# Charles van de Velde

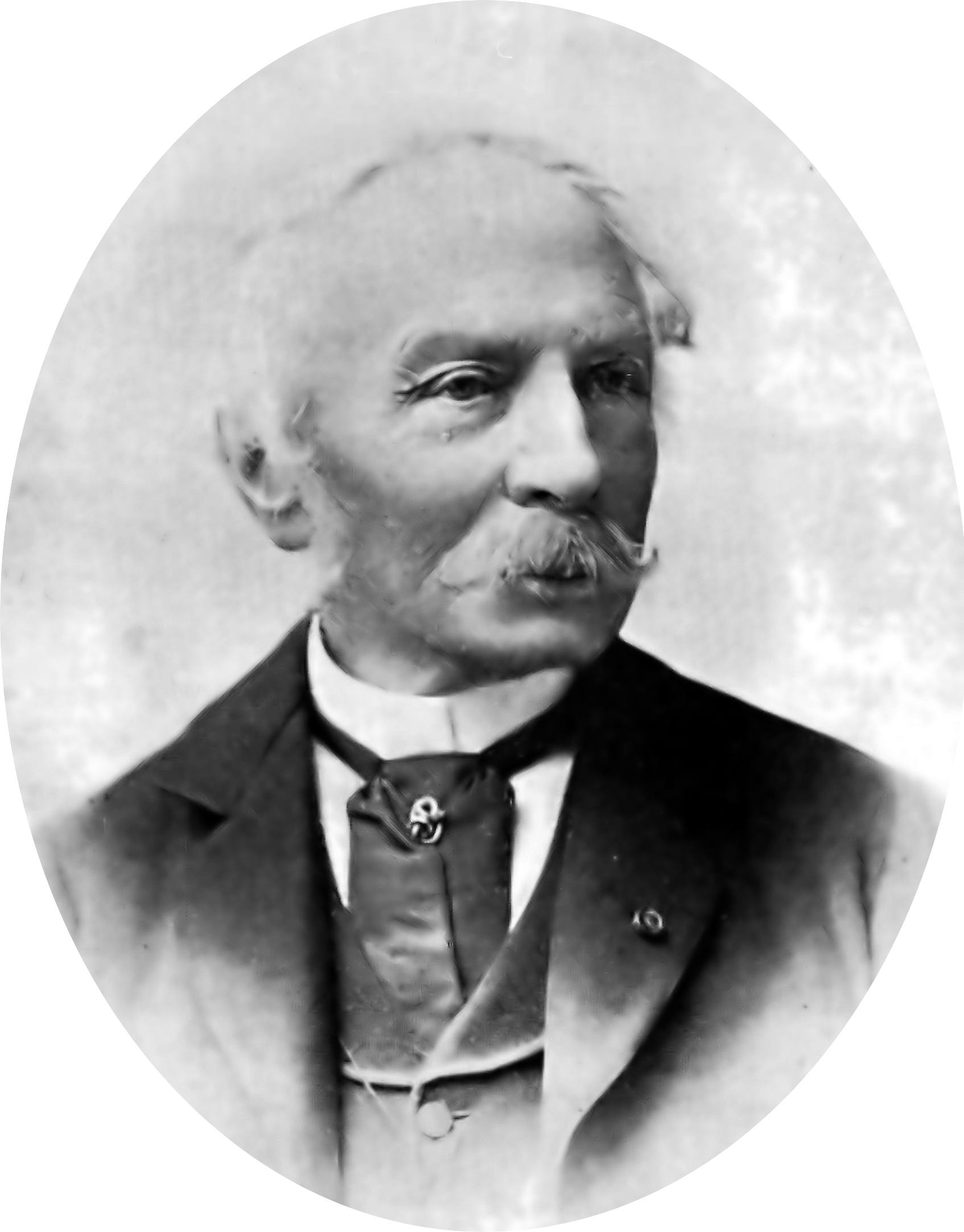
Charles van de Velde (genaue Datierung unbekannt, veröffentlicht 1898)

Charles William Meredith van de Velde (* 3. Dezember 1818 in Leeuwarden; † 20. März 1898 in Menton, Frankreich) war Kapitän zur See in der niederländischen Marine und darüber hinaus auch als Kartograph und Landschaftsmaler in Niederländisch-Indien sowie in der Region Palästina und im Nahen Osten tätig. Für kartographische Arbeiten zugunsten französischer Seeleute wurde er zum Mitglied der Ehrenlegion ernannt. Zusammen mit dem Genfer Arzt Louis Appia war er 1864 im Deutsch-Dänischen Krieg als neutraler Beobachter für das Internationale Komitee der Hilfsgesellschaften für die Verwundetenpflege im Einsatz, das seit 1876 den Namen Internationales Komitee vom Roten Kreuz trägt. Beide wurden damit die ersten Rotkreuz-Delegierten der Geschichte, ein Ereignis, an das seit 1989 ein Gedenkstein an den Düppeler Schanzen in Dänemark erinnert.

## Leben und berufliche Entwicklung

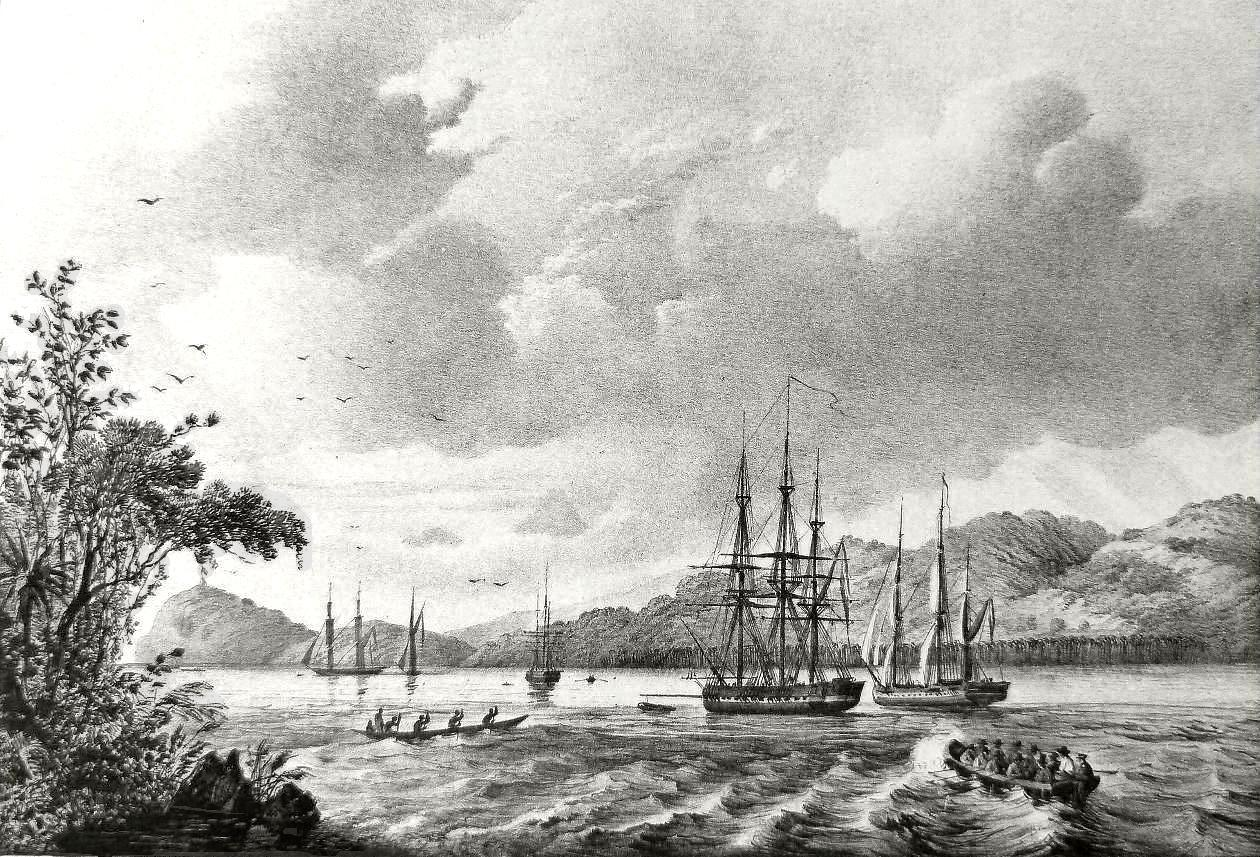
Reede von Padang; Gemälde von Charles van de Velde, etwa 1845

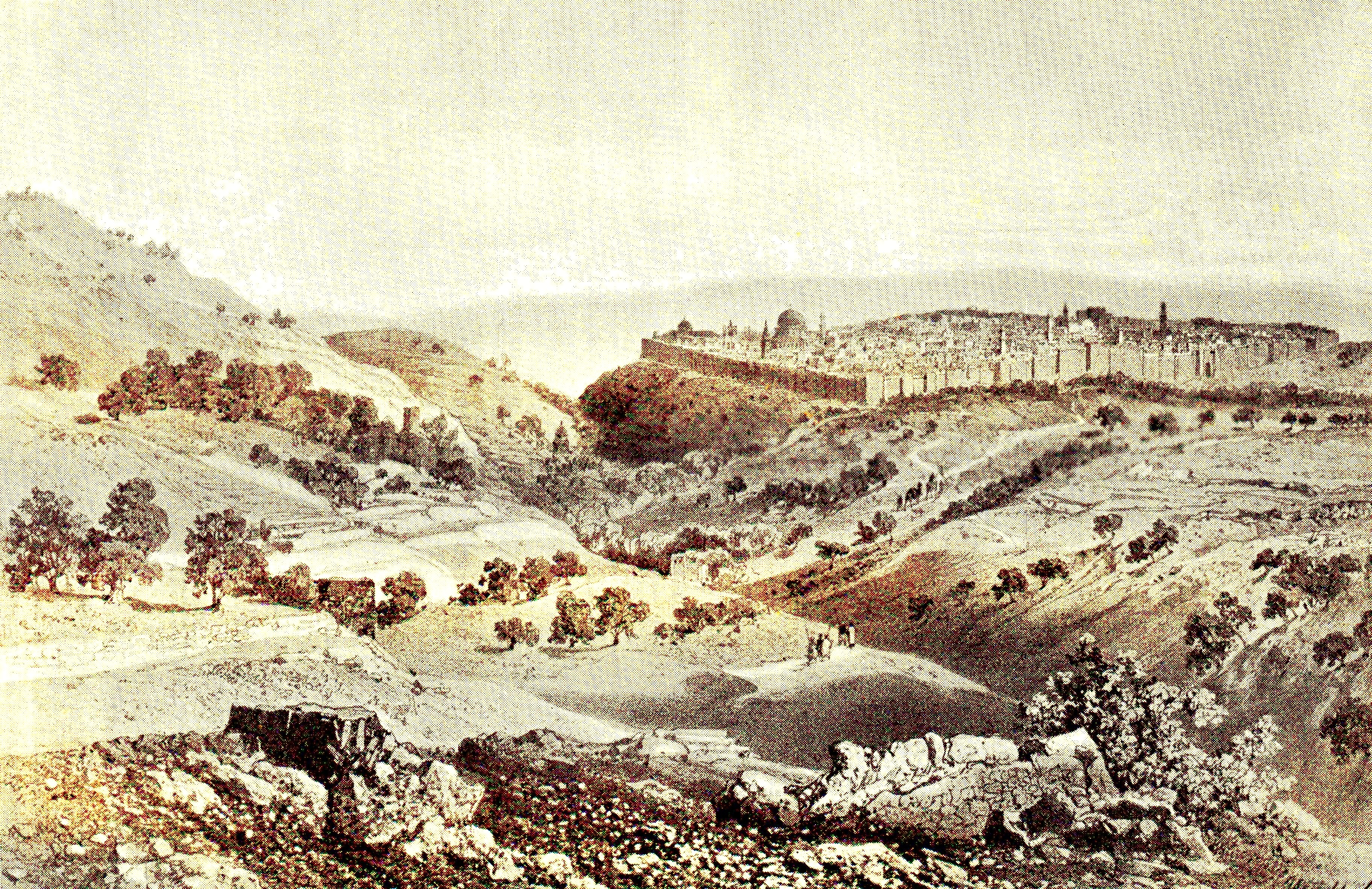
Ansicht von Jerusalem; Aquarell von Charles van de Velde, 1853

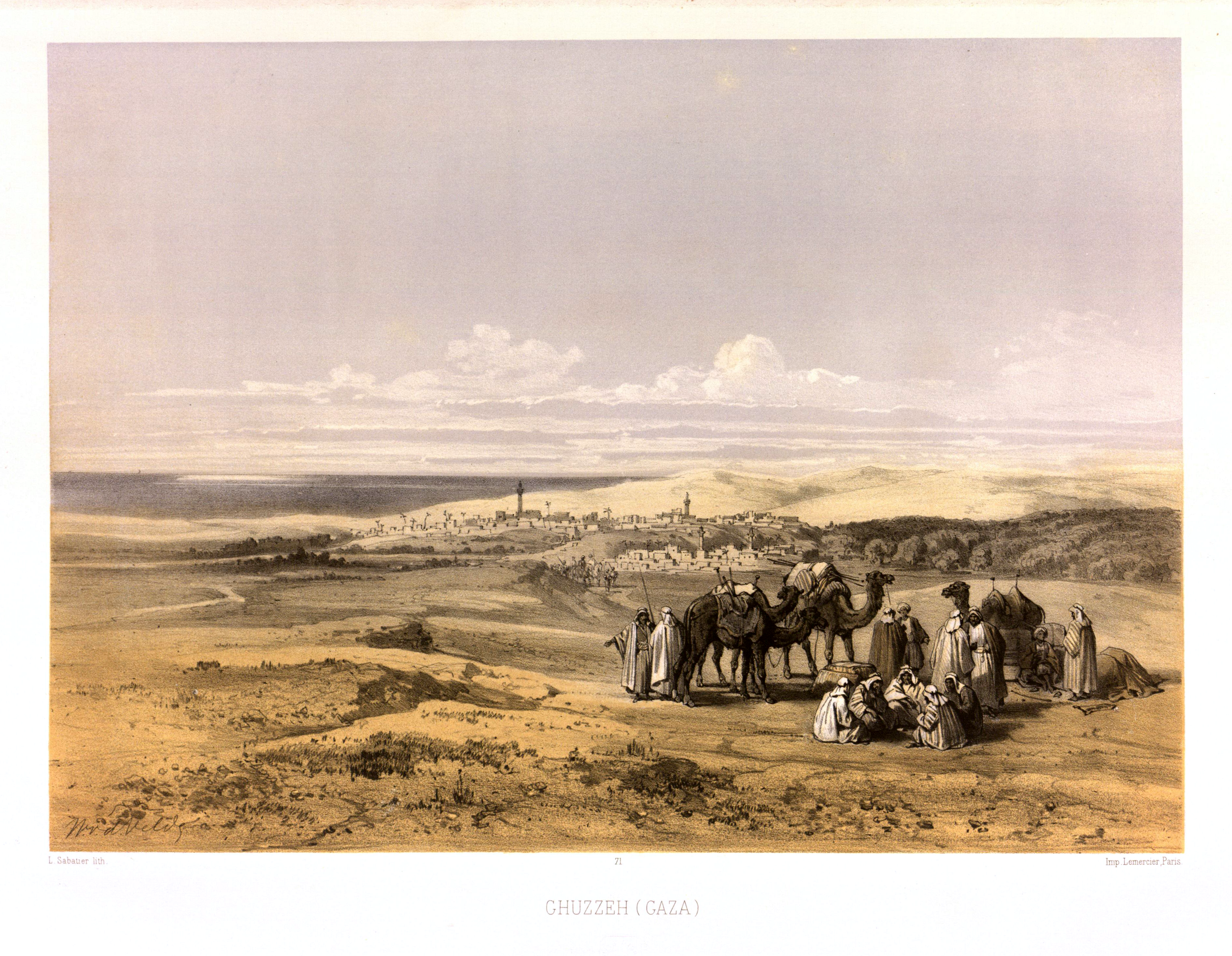
Ansicht von Gaza, Lithographie, 1856

Charles van de Velde wurde 1818 in Leeuwarden geboren und erhielt am Königlichen Marine-Institut der Niederlande (Koninklijk Instituut voor de Marine) eine Ausbildung zum Marineoffizier. Er wurde dort unter anderem auch durch Petrus Johannes Schotel, einem der bekanntesten niederländischen Schiffsmaler des 19. Jahrhunderts, im Zeichnen unterrichtet. Von 1839 bis 1841 war er in Batavia in Niederländisch-Indien, dem heutigen Jakarta in Indonesien, in einer Kommission tätig, die sich mit der Erstellung von Karten der Region beschäftigte. Aus gesundheitlichen Gründen verließ er 1844 den Militärdienst und wirkte in der Folgezeit als Maler und Kartograf. Zu seinen Werken zählten unter anderem eine Reihe von Landschaftsdarstellungen insbesondere aus der Region Palästina und dem Nahen Osten, sowie einige im Jahr 1858 veröffentlichte Karten Palästinas und Jerusalems. Darüber hinaus publizierte er über seine kartografischen Aktivitäten mehrere Reiseberichte. So erschien 1854 sein Buch „Reisen durch Syrien und Palestina in den Jahren 1851 und 1852“ und 1857 „Le Pays d´Israel“. Für seine Unterstützung französischer Seeleute bei topografischen Arbeiten in der Kapkolonie wurde er später in die französische Ehrenlegion aufgenommen.
Bei der Internationalen Konferenz vom 26. bis zum 29. Oktober 1863 in Genf, auf der über die Vorschläge des Schweizer Geschäftsmanns Henry Dunant zur Hilfe für Kriegsverwundete beraten wurde, war Charles van de Velde als Gesandter seines Heimatlandes vertreten. Zu Beginn des Jahres 1864 beschloss das erst ein Jahr zuvor gegründete Internationale Komitee der Hilfsgesellschaften für die Verwundetenpflege, auf der Basis der Beschlüsse dieser Konferenz zwei neutrale Delegierte zur Beobachtung der Auseinandersetzungen im Deutsch-Dänischen Krieg zu entsenden. Für diese Aufgabe wurden Charles van de Velde und der Genfer Arzt Louis Appia, selbst Mitglied des Internationalen Komitees, ausgewählt.
Am 17. März des gleichen Jahres kam es darüber hinaus zur Gründung einer Genfer Abteilung des erst einige Jahre später als landesweite Organisation gegründeten Schweizerischen Roten Kreuzes. Dieser Abteilung gehörten neben den fünf Mitgliedern des Internationalen Komitees noch der Bruder Dunants, Charles van de Velde sowie sieben weitere Genfer Bürger an. Auch von dieser Vereinigung erhielten er und Louis Appia ein zusätzliches Mandat für ihre Mission. Der Grund dafür war, dass aufgrund der Resolutionen der Konferenz von 1863 ihre Aufgaben als Delegierte des Internationalen Komitees nur auf das Beobachten und Berichten beschränkt gewesen wären. Die Ermächtigung durch die nationale Hilfsgesellschaft eines neutralen Landes, die ihnen durch die Genfer Vereinigung erteilt wurde, erlaubte ihnen entsprechend den Konferenzbeschlüssen zusätzlich, für die jeweilige Konfliktpartei im Rahmen humanitärer Hilfe unterstützend tätig zu werden.

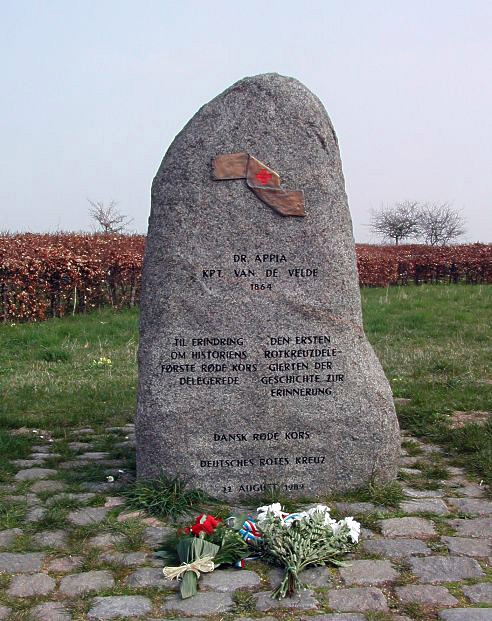
Gedenkstein am Historiecenter Dybbøl Banke an den Düppeler Schanzen zur Erinnerung an Louis Appia und Charles van de Velde

Louis Appia wurde auf die preußische Seite geschickt, während Charles van de Velde die dänischen Truppen begleitete. Seine Anwesenheit stieß in der Öffentlichkeit des Landes zunächst auf Zweifel und Ablehnung. In dänischen Zeitungen erschienen Kommentare, in denen der Sinn seiner Tätigkeit und der einer neutralen Institution wie des Internationalen Komitees angesichts einer aus Sicht Dänemarks offensichtlich ungerechten Aggression in Frage gestellt wurden. Es gelang Charles van de Velde jedoch, diese Zweifel durch sein Auftreten und seinen Einsatz zu widerlegen. Am 8. Mai 1864 und damit kurz vor seiner Abreise aus Dänemark überzeugte er schließlich eine bereits in Dänemark existierende Hilfsorganisation, sich offiziell zur nationalen Rotkreuz-Gesellschaft des Landes zu erklären und der Mission beizuwohnen. Das Dänische Rote Kreuz ist damit die fünftälteste nationale Gesellschaft in der Geschichte des Roten Kreuzes. Während des Einsatzes trug van der Velde eine Armbinde mit der Aufschrift „Rotes Kreuz“ und sie brachten einigen Generälen und Offizieren die Beschlüsse der ersten Genfer Konferenz nahe. Über seine Beobachtungen und Aktivitäten während des Konflikts verfasste er unter dem Titel „Rapport adressé au Comité international par M. le capitaine Van de Velde sur sa mission auprès de l'armée danoise“ einen Bericht an das Internationale Komitee.
Während der Konferenz im August des gleichen Jahres, auf der die erste Genfer Konvention beschlossen wurde, fungierte er als offizieller Beobachter. Darüber hinaus wurde er 1864 zusammen mit seinem Landsmann Johan Hendrik Christiaan Basting zum Ehrenmitglied des neugegründeten Belgischen Roten Kreuzes ernannt. Er zog sich später nach Brüssel zurück, wo er sich vorwiegend der Malerei widmete. Im Deutsch-Französischen Krieg von 1870 bis 1871 war er erneut für das Rote Kreuz aktiv und leitete eine von elf niederländischen Ambulanzen, die auf französischer Seite zum Einsatz kamen. Er lebte nach dem Ende des Krieges in verschiedenen Städten in der Schweiz sowie in Frankreich und starb 1898 in Menton.

## Werke (Auswahl)
- Narrative of a Journey through Syria and Palestine in 1851 and 1852. Zwei Bände. Edinburgh und London 1854 (Online); Deutsche Ausgabe: Reise durch Syrien und Palästina in den Jahren 1851 und 1852. Leipzig 1855
- Le Pays d’Israel: Collection de Cent Vues prises d’après Nature dans la Syrie et la Palestine. Paris 1857
- Memoir to accompany the Map of the Holy Land. Gotha 1858